# Некталов, Рафаэль Борисович
Рафаэль Борисович Некта́лов — советский, узбекистанский и американский общественный деятель, музыковед, публицист и журналист. Председатель Союза бухарско-еврейских писателей. В настоящее время главный редактор еженедельной газеты The Bukharian Times, которая издаётся в Нью-Йорке. Один из известных представителей бухарских евреев.
Рафаэль Некталов родился в 1956 году в городе Самарканд, в семье бухарских евреев. В 1980 году окончил Ташкентскую консерваторию. Преподавал в Самаркандском государственном педагогическом институте. После распада СССР, и в связи с массовой иммиграцией бухарских евреев и других евреев с республик бывшего СССР, в 1993 году Рафаэль Некталов переехал на постоянное жительство в США. До сегодняшнего времени проживает там. В США в 1994—1997 годах работал редактором в Нью-Йоркской газете «Мост», в 2000—2001 годах в русскоязычной газете «Восход», в 2001 году в газете «Beth Arachon». С 2002 года является главным редактором одной из крупнейших газет общины бухарских евреев в мире — еженедельника The Bukharian Times.
Является автором книг «Гавриэль Муллокандов» (1993) посвящённый известному певцу и музыканту Гавриэлю Ароновичу Муллокандову, «Авнер Муллокандов» (2004) и «Рождённая петь» (2006).